# چوی یونگ-رائه
چوی یونگ-رائه (انگلیسی: Choi Young-rae؛ زادهٔ ۱۳ مهٔ ۱۹۸۳) تیرانداز اهل کره جنوبی است.
از افتخارات وی میتوان به کسب مدال نقره در بازی‌های المپیک تابستانی ۲۰۱۲ اشاره کرد.